# Wolfgang Riedel
Wolfgang Riedel (Finkenkrug, 1929. december 19. – Berlin, 2007. november 12.) német nemzetközi labdarúgó-játékvezető. Polgári foglalkozása ügyvéd, Berlinben a Humboldt Egyetem pénzügyi osztályának vezetőjeként tevékenykedett.

## Pályafutása

### Labdarúgóként
Egészen fiatalon, 10 éves korában ismerkedett meg a labdarúgással. A helyi, korosztályos csapatokban 1952-ig aktívan rúgta a labdát.

### Labdarúgó-játékvezetőként

#### Nemzeti játékvezetés
A labdarúgást befejezve 1952-ben eredményes vizsgát tett. 1955-ben II. osztályú, 1960-ban I. osztályú játékvezetőnek minősítették. Az aktív játékvezetéstől 1978-ban vonult vissza. Pályafutásának mérkőzési száma (játékvezető + partbíró): 1194.

##### Nemzeti kupamérkőzések
Vezetett Kupa-döntők száma: 2.

###### NDK Kupadöntő
| Időpont | Mérkőzés típusa | Mérkőzés                       | Eredmény |
| ------- | --------------- | ------------------------------ | -------- |
| 1965.   | döntő           | 1. FC Magdeburg–FC Jena        | 2 : 1    |
| 1973.   | döntő           | 1. FC Magdeburg–1. FC Railroad | 0 : 3    |

#### Nemzetközi játékvezetés
A Német Demokratikus Köztársaság (NDK – DFV) Játékvezető Bizottsága (JB) terjesztette fel nemzetközi játékvezetőnek, a Nemzetközi Labdarúgó-szövetség (FIFA) 1964-től tartotta nyilván bírói keretében. Több nemzetek közötti válogatott és klubmérkőzést vezetett vagy partbíróként tevékenykedett. Aktív időszaka alatt 44 nemzetközi találkozón tevékenykedett bíróként, ebből 11 A válogatott mérkőzést irányított. A német (NDK) nemzetközi játékvezetők rangsorában, a világbajnokság-Európa-bajnokság sorrendjében többedmagával a 4. helyet foglalja el 4 találkozó szolgálatával. Az aktív nemzetközi játékvezetéstől 1978-ban búcsúzott.

##### Világbajnokság
A világbajnoki döntőhöz vezető úton Németországba a X., az 1974-es labdarúgó-világbajnokságra a FIFA JB bíróként alkalmazta.
| Időpont              | Helyszín                 | Mérkőzés típusa           | Mérkőzés         | Eredmény | Nézők száma |
| -------------------- | ------------------------ | ------------------------- | ---------------- | -------- | ----------- |
| 1972. augusztus 3.   | Helyi Stadion, Stavanger | előselejtező (3. csoport) | Norvégia–Izland  | 4 : 1    | 11 000      |
| 1973. szeptember 26. | Allmend Stadion, Luzern  | előselejtező (2. csoport) | Svájc–Luxembourg | 1 : 0    | 17 741      |

##### Európa-bajnokság
Kettő európai torna döntőjéhez vezető úton Belgiumba a IV., az 1972-es labdarúgó-Európa-bajnokságra illetve Jugoszláviába az V., az 1976-os labdarúgó-Európa-bajnokságra az UEFA JB játékvezetőként foglalkoztatta.

##### 1972-es labdarúgó-Európa-bajnokság
| Időpont         | Helyszín                         | Mérkőzés típusa           | Mérkőzés     | Eredmény | Nézők száma |
| --------------- | -------------------------------- | ------------------------- | ------------ | -------- | ----------- |
| 1971. június 9. | Idrætsparken Stadion, Koppenhága | előselejtező (5. csoport) | Dánia–Skócia | 1 : 0    | 37 682      |

##### 1976-os labdarúgó-Európa-bajnokság
| Időpont              | Helyszín                  | Mérkőzés típusa           | Mérkőzés             | Eredmény | Nézők száma |
| -------------------- | ------------------------- | ------------------------- | -------------------- | -------- | ----------- |
| 1974. szeptember 25. | Olimpia Stadion, Helsinki | előselejtező (5. csoport) | Finnország–Hollandia | 1 : 3    | 20 449      |

## Sportvezetőként
Aktív pályafutását befejezve az NDK (DFV) JB keretében több funkciót pénztáros, ellenőr) töltött be. Az Északkeleti Német Labdarúgó-szövetség (NOFV) pénztárosa és ellenőr. A német egyesítést követően a DFB JB különböző bizottságaiban tevékenykedett, feladatot kapott az UEFA JB munkájában is.

## Szakmai sikerek
- Szakmai- és társadalmi tevékenységének elismeréseként megkapta a DFB Aranyérmét, az Északkeleti Német Labdarúgó-szövetség (NOFV) tiszteletbeli jelvényét.
- 1979-ben a nemzetközi játékvezetés hírnevének erősítése, hazájában 10 éve a legmagasabb Ligában (osztályban) folyamatosan tevékenykedő, eredményes pályafutása elismeréseként, a FIFA JB felterjesztésére az 1965-ben alapított International Referee Special Award címmel és oklevéllel tüntette ki.

## Magyar vonatkozás
| Időpont        | Helyszín             | Mérkőzés típusa          | Mérkőzés                   | Eredmény | Nézők száma |
| -------------- | -------------------- | ------------------------ | -------------------------- | -------- | ----------- |
| 1970. május 2. | Népstadion Budapest  | 443. válogatott mérkőzés | Magyarország–Lengyelország | 2 – 0    | 9054        |
| 1975. május 7. | Népstadion, Budapest | Olimpiai selejtező       | Magyarország–Bulgária      | 2 – 0    | 20 000      |

## Külső hivatkozások
- Wolfgang Riedel. World Referee. [2011. szeptember 22-i dátummal az eredetiből archiválva]. (Hozzáférés: 2010. december 29.)
- Wolfgang Riedel. scoreshelf.com. (Hozzáférés: 2010. december 29.)
- Wolfgang Riedel. zerozerofootball.com. (Hozzáférés: 2013. április 1.)
- Wolfgang Riedel. eu-football.info. (Hozzáférés: 2013. április 1.)
- Wolfgang Riedel. footballdatabase.eu. (Hozzáférés: 2010. december 29.)

| Elődje: Gerhard Kunze | NDK Kupa 1964–1965 | Utódja: Fritz Köpcke |

| Elődje: Günter Männig | NDK Kupa 1972–1973 | Utódja: Rudolf Glöckner |